# تلوث حيوي

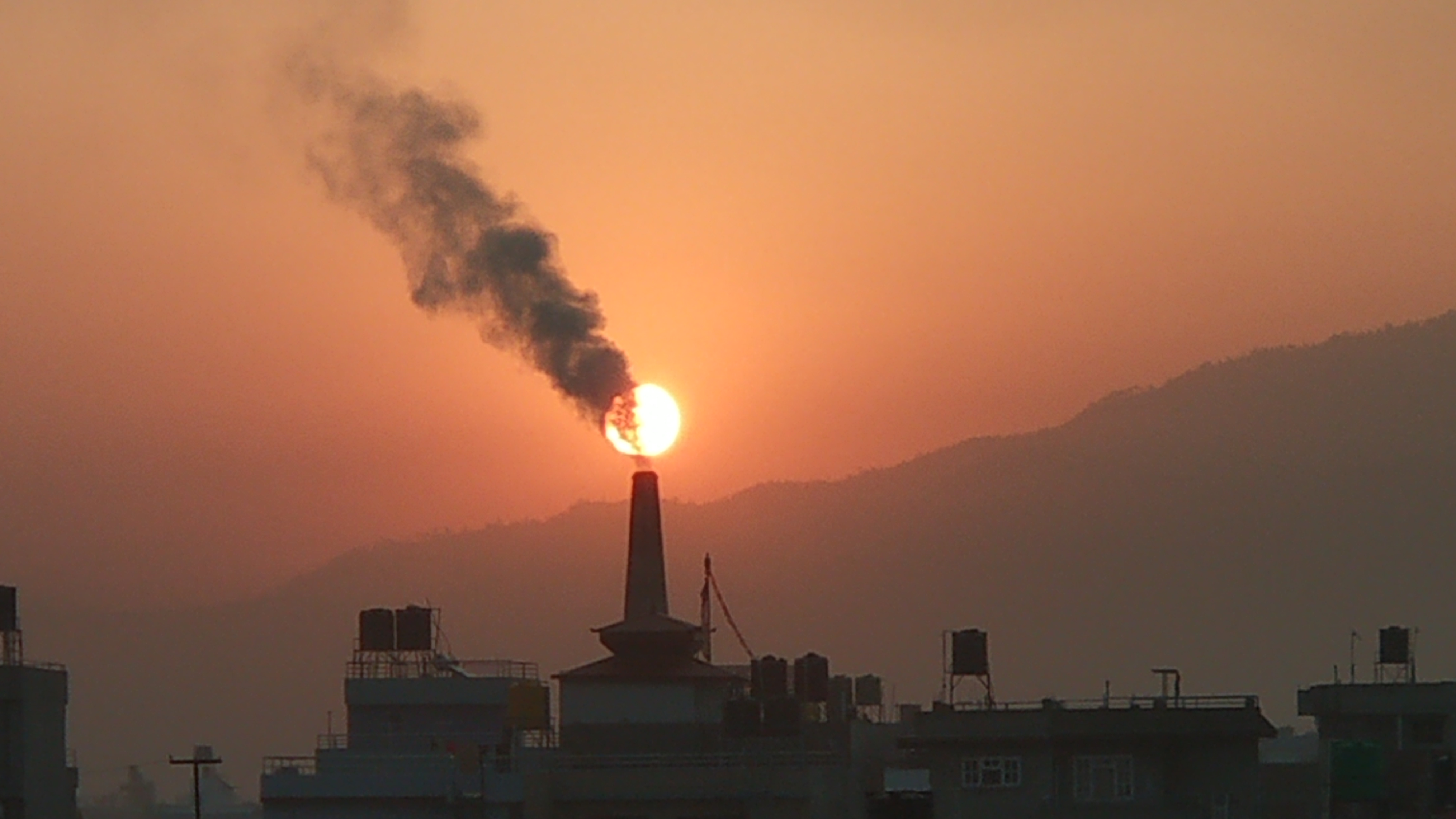
صورة : تلوث الهواء

التلوث الحيوي (التأثيرات أو التلوث البيولوجي) هو تأثير الإجراءات البشرية على جودة البيئة المائية والبرية. يعرف التلوث الحيوي تحديدًا بأنه إدخال الأنواع الغازية وغير الأصلية. يساهم التلوث الحيوي في تلوث المياه عند إدخاله إلى بيئة مائية.
قد يتسبب التلوث الحيوي في آثار ضارة على عدة مستويات من التراتب الحيوي:
- كائن حي فردي (التلوث الداخلي بالطفيليات أو مسببات الأمراض)،
- مجموعة (عن طريق التغيير الجيني، أي تهجين الأنواع الغريبة الغازية مع الأنواع المحلية)،
- مجتمع أو تكاثر حيوي (عن طريق التحولات الهيكلية، أي هيمنة الأنواع الغريبة الغازية، أو استبدال أو القضاء على الأنواع المحلية).
- موئل (عن طريق تعديل الظروف الفيزيائية والكيميائية)،
- نظام بيئي (عن طريق تغيير تدفق الطاقة والمواد العضوية).

قد يتسبب التلوث الحيوي أيضًا في انخفاض طبيعية مناطق حفظ الطبيعة، وعواقب وآثار اقتصادية سلبية على صحة الإنسان. تعد فكرة «التلوث الحيوي» و«الملوثات الحيوية» التي وصفها إليوت (2003) مقبولة عمومًا في بيولوجيا الغزو. واستخدمت لتطوير مفهوم تقييم مستوى التلوث الحيوي (أولينين وآخرون، 2007) ومعايير وصف الحالة البيئية الجيدة في توجيه إطار الاستراتيجية البحرية الأوروبية (أولينين وآخرون، 2010).
يمكن قياس حجم تأثير الغزو الحيوي أو مستوى التلوث الحيوي (أولينين وآخرون، 2007) باستخدام خدمة BINPAS المجانية عبر الإنترنت.
في عام 1991، عقدت أكاديمية إنديانا للعلوم مؤتمرًا وطنيًا متعدد التخصصات في إنديانابوليس (ماكنايت 1993)، وكان أول بحث لها يتعامل مع هذه القضية.

## مستوى التلوث الحيوي
يعرف «مستوى التلوث الحيوي (بي بّي إل BPL)» بأنه مقياس كمي لحجم تأثير الغزو الحيوي، ويتراوح من «لا تأثير» (BPL = 0) إلى «ضعيف» (BPL = 1)، و«معتدل» (BPL = 2)، و«قوي» (BPL = 3) و«هائل» (BPL = 4).
تتضمن طريقة الحساب في البداية تقييم مدى وفرة وتوزع الأنواع غير الأصلية (إن آي إس) لمنطقة معينة (يمكن أن تكون، مثلًا، بحر إقليمي كامل، أو خليج، أو مدخل، أو بحيرة شاطئة، أو بركة، أو بحيرة، أو مرسى، أو ضفة رملية أو موقع تربية الأحياء المائية أو غيره). يمكن تصنيف وفرة الأنواع غير الأصلية على أنها «منخفضة» أو «متوسطة» أو «عالية». ويمكن تسجيل التوزع على أنه في «منطقة واحدة» (عند العثور على أنواع غير أصلية جديدة في منطقة واحدة فقط داخل منطقة التقييم)، أو «مواقع مختلفة»، أو «مواقع عديدة» أو «جميع المواقع» (توجد في جميع المناطق). يعطي الجمع بين درجات الوفرة والتوزع خمس فئات من نطاق الوفرة والتوزع. يساعد الحصول على هذه القيم في حساب التأثير على 1) المجتمعات المحلية، 2) والموائل، 3) وأداء النظام البيئي. يعتمد الحساب على المفاهيم البيئية، مثل «الأنواع الرئيسية»، و«نوع المجتمعات المحددة»، و«تغيير الموائل، التجزئة والفقدان»، و«المجموعات الوظيفية» و«التحول في شبكة الغذاء» وغيرها. وتغطي الحسابات فترة زمنية محددة للتمكين من تقييم التغيرات الزمنية.
يمكن استخدام الطريقة لنوع واحد أو لعدة أنواع لمنطقة (تقييم) محددة. صممت هذه الطريقة للأنواع الموجودة في الأنظمة البيئية المائية (أولينين وآخرون، 2007) ولكن تختبر حاليًا في البيئات الأرضية وتتوفر أيضًا خدمة BINPAS المجانية عبر الإنترنت.
يتيح مستوى التلوث الحيوي قياس التأثير بأسلوب سليم وبطريقة قياسية وقابلة للتكرار. ويتيح المقارنة بين مختلف المناطق والمجموعات التصنيفية في فترات زمنية مختلفة. يمكن تمييز الكائنات الحية الأكثر تأثرًا بسهولة في منطقة معينة. لا يقيّم ما إذا كان تأثير التأثير جيدًا أم سيئًا، فهو يوضح التغيير في النظام البيئي بسبب غزو الأنواع الغريبة ويقيس حجم هذا التغيير. تتطلب الطريقة معلومات كافية للحصول على حجم التأثير، وتقييمه على ثلاثة مستويات من الثقة (منخفضة ومتوسطة وعالية) وفقًا لجودة البيانات المتاحة.
تعد الطريقة سهلة الإنجاز وتوفر وسيلة لقياس التأثيرات داخل أي منطقة في العالم. ونشرت بعض التقييمات (أولينين وآخرون، 2010).